# Roztoky (Nyugat-prágai járás)
Roztoky település Csehországban, Nyugat-prágai járásban. Roztoky Klecany, Husinec, Zdiby, Prága, Úholičky és Únětice településekkel határos. Lakosainak száma 9034 fő (2024. január 1.).

## Népesség
A település lakosságának változását az alábbi diagram mutatja:
| Lakosok száma | 1148 | 1575 | 2609 | 5905 | 6138 | 8140 | 8208 | 8529 | 9216 | 9034 |
|               | 1869 | 1900 | 1921 | 1961 | 1980 | 2011 | 2016 | 2019 | 2021 | 2024 |